# TV Breizh
TV Breizh és un canal generalista privat de televisió francès, proprietat del grup TF1. Fou fundat l'any 2000 per Patrick Le Lay. Actualment emet a través de les xarxes de televisió per satèl·lit, cable, IPTV i Web TV en França, Bèlgica, Luxemburg, Mònaco i Suïssa.

## Història del canal
El 12 de juliol de 1998 el canal privat Eurosport va retransmetre bona part dels partits de futbol del Mundial del 1998 en bretó. Això va donar l'impuls als seus promotors, els bretons Charles Bietry (cap de Canal+), Patrick Le Lay (cap de la privatitzada TF1) i Loeiz Bocquenet, exfutbolista i militant lingüístic, per crear, amb el patrocini del Consell Cultural de Bretanya i el padrinatge de François Pinault (un dels homes més rics de França) i Daniel Rouiller, un canal privat de televisió en bretó.
S'inaugurà el 4 d'agost del 2000 amb la transmissió del XXX Festival Intercèltic d'An Oriant. El cap de programació d'aleshores Rozenn Milin, ex cap de programació de S4C, i preveia emetre 17 hores diàries en bretó i dos canals, un en bretó i l'altre en francès, via satèl·lit i cable cap a París. La seva programació es basava fonamentalment en els programes educatius, cursos de bretó, música celta i els informatius.
La programació en bretó ha desaparegut avui.

## Capital
Inicialment, el canal tenia un accionariat força plural. El 27% de les accions eren de François Pinault, el 22% de TF1, el 15% del Crédit agricole de Bretagne, el 13% de Rupert Murdoch i el 13% de Silvio Berlusconi, amics personals de Le Lay.
Més tard, TF1 es quedà amb el 71% de l'accionariat; Tarak ben Ammar, que va comprar les accions de Berlusconi, amb el 14%; Crédit agricole de Bretagne amb el 10%; Panavi (René Ruello) amb el 3% i finalment, el diari Ouest France amb el 2%.